# Благой Левков
Благой или Благоя Димев Левков (на македонска литературна норма: Благоjа Димев Левков) е политик и юрист от Народна република Македония.

## Биография
Роден е във Велес. Влиза в Комунистическата съпротива във Вардарска Македония. Командир е на деветнадесета македонска ударна бригада. В 1944 година е делегат на Първото заседания на АСНОМ. На 16 март 1945 е създаден съд за защита на македонската национална чест, а Левков е един от двамата народни обвинители по процеса на Йордан Чкатров. До 13 септември 1949 е помощник-министър на правосъдието., когато е назначен за министър на правосъдието в третото правителство на НРМ. Остава на поста до 18 април 1951 г. и в четвъртото правителство на НРМ. Бил е съдия във Върховния съд на Народна република Македония между 1951 и 1953 г.
През 1963 г. става депутат от община Градско.